# Dobre (gmina w województwie kujawsko-pomorskim)
Dobre (do 1954 gmina Sędzin) – gmina wiejska w Polsce położona w województwie kujawsko-pomorskim, w powiecie radziejowskim. W latach 1975–1998 gmina administracyjnie należała do województwa włocławskiego.
Siedziba gminy to Dobre.
Według danych z 30 czerwca 2004 gminę zamieszkiwało 5511 osób.

## Struktura powierzchni
Według danych z roku 2002 gmina Dobre ma obszar 70,77 km², w tym:
- użytki rolne: 91%
- użytki leśne: 3%

Gmina stanowi 11,66% powierzchni powiatu.

## Demografia

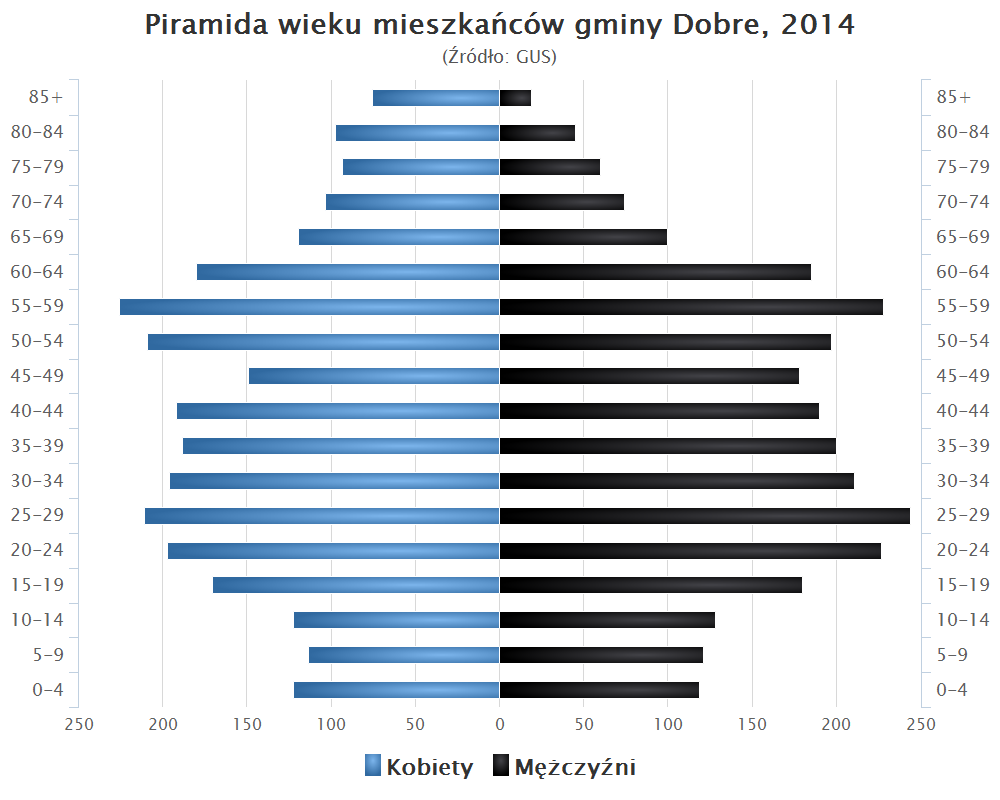
Piramida wieku mieszkańców gminy Dobre w 2014 roku

Dane z 30 czerwca 2004:
| Opis                              | Ogółem | Ogółem | Kobiety | Kobiety | Mężczyźni | Mężczyźni |
| --------------------------------- | ------ | ------ | ------- | ------- | --------- | --------- |
| jednostka                         | osób   | %      | osób    | %       | osób      | %         |
| populacja                         | 5511   | 100    | 2781    | 50,5    | 2730      | 49,5      |
| gęstość zaludnienia (mieszk./km²) | 77,9   | 77,9   | 39,3    | 39,3    | 38,6      | 38,6      |

## Zabytki
Wykaz zarejestrowanych zabytków nieruchomych na terenie gminy:
- kościół parafii pod wezwaniem św. Bartłomieja z lat 1870-1876 w miejscowości Bronisław, nr 330/A z 29.12.1994 roku
- kościół parafii pod wezwaniem św. Jadwigi i Najświętszej Maryi Panny Królowej Polski z 1880 roku w Byczynie, nr 257/A z 18.04.1988 roku
- drewniany kościół parafii pod wezwaniem Wniebowzięcia Najświętszej Maryi Panny z 1863 roku w Krzywosądzy, nr A/467 z 28.04.1966 roku
- dwór, obecnie plebania z lat 1850-1860 wraz z ogrodem w Krzywosądzy, nr A/737 z 28.02.1985 roku
- karczma z pierwszej połowy XIX w. w Krzywosądzy, nr 71/6/A z 28.04.1966 roku.

## Sołectwa
Bodzanowo, Bodzanowo Drugie, Borowo, Bronisław, Byczyna, Byczyna-Kolonia, Czołpin, Dęby, Dobre, Dobre-Kolonia, Dobre-Wieś, Kłonowo, Koszczały, Krzywosądz, Narkowo, Przysiek, Smarglin, Szczeblotowo, Ułomie.

## Pozostałe miejscowości
Altana, Ludwikowo, Morawy.

## Sąsiednie gminy
Dąbrowa Biskupia, Kruszwica, Osięciny, Radziejów, Zakrzewo.